# Krieg dem Kriege

Krieg dem Kriege! Guerre à la Guerre! War against War! Oorlog aan den Oorlog! est un livre d'Ernst Friedrich, paru la première fois en 1924. Il examine les conséquences de la Première Guerre mondiale et veut montrer le vrai visage de la guerre (les blessés, mutilés, les exécutions, la souffrance, la misère et la mort). La version originale en quatre langues (allemand, français, anglais, néerlandais) a été traduite en une cinquantaine de langues.

## Description
Le pacifiste allemand Friedrich souhaite avec ce livre éveiller les gens en montrant les horreurs de la Première Guerre mondiale. L'œuvre devient la « bible des pacifistes » qui tentent de s'organiser sous le slogan « Plus jamais la guerre ».
Selon le principe qu'une image vaut mille mots, le livre reprend des images ayant pour sujet la guerre. Une image montre les jouets imitant les armes, en dessous est écrit : « Ne donnez pas ces jouets à vos enfants ! » Il dénonce le langage euphémique de la propagande de guerre en fournissant des photographies du front avec les sous-titres appropriés. Une image nommée « Le champ d'honneur » montre le corps nu d'un soldat mort de la typhoïde enterré dans un trou dans le sol. Une autre montrant un tas de corps réunis pour un enterrement de masse est nommé « La tombe du héros ».
Le livre présente les soldats et leur mutilations. On voit un soldat alité avec la bouche et la mâchoire inférieure arrachées. Friedrich reprend une phrase du maréchal Paul von Hindenburg : « La guerre se supporte comme un bain de cure ! » Une autre reprend le comte von Moltke : « Les plus nobles vertus du peuple se dévoilent dans la guerre ! » Le livre est si horrible qu'on évite de le montrer aux blessés de la guerre.
Tous les commentaires renvoient à l'Anti-Kriegs-Museum (de) que Friedrich vient de fonder à Berlin.
Les éditions ultérieures sont dirigées par Udo Bruhn. Une image s'impose, celle d'un soldat avec un masque anti-gaz poignardée par une baïonnette commentaire suivant : « L'image de Dieu avec un masque à gaz. »
La polémique assure la vente du livre. Il reçoit le soutien de Kurt Tucholsky et de Robert Jungk.
Le livre est réédité en 1980 et en 2004, connaissant toujours de fortes demandes.